# Oligoaeschna venatrix
Oligoaeschna venatrix – gatunek ważki z rodziny żagnicowatych (Aeshnidae).